# Calabanga
Calabanga is een gemeente in de Filipijnse provincie Camarines Sur op het eiland Luzon. Bij de laatste census in 2007 had de gemeente ruim 73 duizend inwoners.

## Geografie

### Bestuurlijke indeling
Calabanga is onderverdeeld in de volgende 48 barangays:
| - Balatasan - Balombon - Balongay - Belen - Bigaas - Binaliw - Binanuaanan Grande - Binanuaanan Pequeño - Bonot-Santa Rosa - Burabod - Cabanbanan - Cagsao - Camuning - Comaguingking - Del Carmen - Dominorog | - Fabrica - Harobay - La Purisima - Lugsad - Manguiring - Pagatpat - Paolbo - Pinada - Punta Tarawal - Quinale - Sabang - Salvacion-Baybay - San Antonio - San Antonio Poblacion - San Bernardino - San Francisco | - San Isidro - San Lucas - San Miguel - San Pablo - San Roque - San Vicente - Santa Cruz Poblacion - Santa Cruz Ratay - Santa Isabel - Santa Salud - Santo Domingo - Santo Niño - Siba-o - Sibobo - Sogod - Tomagodtod |

## Demografie
Calabanga had bij de census van 2007 een inwoneraantal van 73.333 mensen. Dit zijn 5.925 mensen (8,8%) meer dan bij de vorige census van 2000. De gemiddelde jaarlijkse groei komt daarmee uit op 1,17%, hetgeen lager is dan het landelijk jaarlijks gemiddelde over deze periode (2,04%). Vergeleken met de census van 1995 is het aantal mensen met 14.169 (23,9%) toegenomen.

De bevolkingsdichtheid van Calabanga was ten tijde van de laatste census, met 73.333 inwoners op 163,8 km², 447,7 mensen per km².